# Zane Holtz
Zane-Ray Brodie Holtz (Vancouver, 18 de enero de 1987) es un actor y modelo canadiense.

## Biografía
En su pueblo natal de Vancouver, comenzó a modelar a los cinco años, y grabó un comercial para su cumpleaños número diez. En 1999, se mudó a California, Estados Unidos, con su madre y sus tres hermanos menores, Beau, Harrison, y Mackenzie. 
Ha asistido al Teatro Lee Strasberg y al Instituto de Cine en Los Ángeles. En 2014 se casó con Chelsea Pagnini con quien tiene cuatro hijos.

## Filmografía

### Cine
| Año  | Película                        | Personaje       | Notas |
| ---- | ------------------------------- | --------------- | ----- |
| 2003 | Holes                           | Lewis/Barfbag   |       |
| 2010 | Vampires Suck                   | Alex            |       |
| 2012 | The Perks of Being a Wallflower | Chris Kelmeckis |       |
| 2013 | Grace Unplugged                 | Jay Grayson     |       |
| 2018 | Hunter Killer                   | Martinelli      |       |
| 2023 | Hypnotic                        | Trout           |       |

### Televisión
| Año       | Serie                           | Personaje                | Notas                                          |
| --------- | ------------------------------- | ------------------------ | ---------------------------------------------- |
| 2001      | CSI: Crime Scene Investigation  | Dylan Buckley            | Episodio: "Overload"                           |
| 2002      | Judging Amy                     | Jimmy Secor              | Episodio: "Every Stranger's Face I See"        |
| 2006      | America's Next Top Model        | Él mismo                 | Episodio: "The Girl Who Kisses a Male Model"   |
| 2009      | Crash                           | Paul                     | Episodio: "No Matter What You Do"              |
| 2009      | Cold Case                       | Herbert 'Wolf' James '44 | Episodio: "WASP"                               |
| 2010      | CSI: Miami                      | Brady Jensen             | Episodio: "Sudden Death"                       |
| 2010—2012 | Make It or Break It             | Austin Tucker            | Temporadas 2-3, serie de TV                    |
| 2014—2016 | From Dusk till Dawn: The Series | Richie Gecko             | Protagonista, serie de TV El Rey Network       |
| 2014      | Matador                         | Invitado de la fiesta    | Episodio: "Quid Go Pro"                        |
| 2020      | Katy Keene                      | KO Kelly                 | Principal, 10 episodios                        |
| 2021–2022 | Riverdale                       | KO Kelly                 | Estrella invitada, 2 episodios (temporada 5-6) |
| 2021      | NCIS                            | Dane Sawyer              | Episodio: "Gut Punch" (temporada 18)           |